# Zabulón

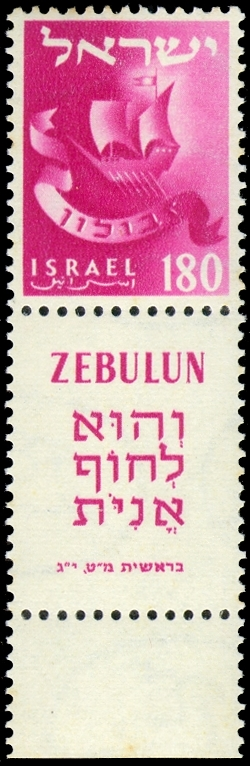
Símbolo de la tribu de Zabulón. Inscripción hebrea: "Y él [Zabulón] será puerto para naves" (Génesis 49:13).

Mapa con las doce tribus israelitas, 1200-1050 a. C. El territorio de la tribu de Zabulón figura en violeta.

Zabulón fue un personaje bíblico, patriarca de Israel, décimo hijo de Jacob y sexto hijo de Lea, su primera esposa. Dio nombre a una de las doce tribus de Israel establecida en Galilea. Tuvo tres hijos Sered, Elon y Jahelel que fueron cabezas de tres familias tribales.

## La tribu de Zabulón
En el censo de las tribus en el desierto del Sinaí, durante el segundo año del Éxodo, la tribu de Zabulón tenía 57 400 hombres listos para la guerra. Este ejército, bajo el comando de Eliab, acampó con Judá e Isacar, al este del tabernáculo y con ellos formaron la vanguardia de la línea de marcha.
En Settim, en la tierra de Moab, después de que 24 000 hombres fueran asesinados por sus crímenes, se llevó a cabo un segundo censo; Zabulón sumó 60 500 hombres luchadores. 
Elisafán, hijo de Farnac, fue escogido para representar a Zabulón en la división de la Tierra Prometida.
Durante la división de la tierra entre las siete tribus, el lote de Zabulón fue tercero.
Se le asignaron a Zabulón las tierras cerca del Carmelo y el mar, tan lejos como el lago de Galilea (Genesaret). Al noroeste, Aser, al sudeste, Isacar. Incluía una parte de las planicies de Esdrelon y la gran ruta desde el mar al lago.